# Ilayaraja
 (juillet 2010).
Si vous disposez d'ouvrages ou d'articles de référence ou si vous connaissez des sites web de qualité traitant du thème abordé ici, merci de compléter l'article en donnant les références utiles à sa vérifiabilité et en les liant à la section « Notes et références ».
Ilayaraja est un compositeur, scénariste et acteur indien né le 2 juin 1943 à Pannaipuram, Tamil Nadu, (Inde).
C'est un musicien accompli tant dans la musique carnatique qu'occidentale. Il joue de l'harmonium et de la guitare (classique) et il a donné entre 1961 et 1968, plus de 20 000 concerts avec son frère Pavalar Varadarajan.
Il a été longtemps l'assistant du directeur musical G K Venkatesh. Il a composé plus 6 500 chansons pour plus de 1 000 films, ainsi qu'une symphonie avec l'Orchestre philharmonique royal de Londres.
La musique de Ilayaraja se base sur une composition originale adoptant un mélange des mélodies occidentales et des mélodies beaucoup plus contemporaines et classiques de l'Inde. Son succès lui a valu le nom de « Ragadhevan » ainsi que celui de « Isai Gnani ». Plus tard, l'académie indienne lui décernera le titre de docteur.

## Filmographie

### Comme compositeur
- 1974 : Annaikili
- 1976 : Uravaadum Nenjam
- 1976 : Paalooti Valartha Kili
- 1976 : Badra Kali
- 1976 : Athirshtam Azhaikkirathu
- 1976 : Annakili
- 1977 : Vyamoham
- 1977 : Thunaiyiruppaal Meenatchi
- 1977 : Sainthadamma Sainthadu
- 1977 : Pen Jenman
- 1977 : Pathinaru Vayathinile
- 1977 : Odi Vilaiyaadu Thaaththaa
- 1977 : Kavikuyil
- 1977 : Gayatri
- 1977 : Dhurga Dhevi
- 1977 : Dheepam
- 1977 : Bhuvana Oru Kelvikkuri
- 1977 : Avar Enakke Sontham
- 1977 : Alukkoru Aasai
- 1978 : Vayasu Pilichindi
- 1978 : Vattathukkul Chathuram
- 1978 : Vaazha Ninaiththaal Vaazhalaam
- 1978 : Tripura Sundari
- 1978 : Thyaagam
- 1978 : Thiru Kalyaanam
- 1978 : Sondhadu Needana
- 1978 : Sigappu Rojakkal
- 1978 : Rowdy Rajani
- 1978 : Priya
- 1978 : Padaharella Vayasu
- 1978 : Mullum Malarum
- 1978 : Maathu Thappadha Maga
- 1978 : Maariyamman Thiruvizha
- 1978 : Kizhake Pogum Rail
- 1978 : Kannan Oru Kai Kuzhandhai
- 1978 : Kaatrinile Varum Geetham
- 1978 : Ithu Eppadi Irukku
- 1978 : Ilamai Oonjal Aadukirathu
- 1978 : Chonnadhu Nithaana
- 1978 : Chittu Kuruvi
- 1978 : Chattam En Kaiyil
- 1978 : Bhairavi
- 1978 : Aval Oru Pachchaikkuzhandhai
- 1978 : Aval Appadithaan
- 1978 : Achchanai
- 1978 : Aaru Manikkoor
- 1979 : Yugandhar
- 1979 : Yerra Gulabi
- 1979 : Vetrikku Oruvan
- 1979 : Utharipookal
- 1979 : Urvasi Niney Naa Priyasi
- 1979 : Thai Illamal Naan Illai
- 1979 : Sakkalathi
- 1979 : Rosaappo Ravikkai Kaari
- 1979 : Puthiya Vaarpugal
- 1979 : Poottata Pootukkal
- 1979 : Poonthalir
- 1979 : Ponnu Oorukku Pudhusu
- 1979 : Pattakkatti Bairavan
- 1979 : Pancha Bhoothalu
- 1979 : Pagalil Oru Iravu
- 1979 : Niram Maaratha Pookkal
- 1979 : Nallathoru Kudumbam
- 1979 : Naan Vaazha Vaippen
- 1979 : Mugaththil Mugam Paarkkalaam
- 1979 : Mudhal Iravu
- 1979 : Lakshmi
- 1979 : Kuppathu Raja
- 1979 : Kavariman
- 1979 : Kalyanaraman
- 1979 : Kadavul Amaitha Medai
- 1979 : Johnny
- 1979 : Dharma Yuddham
- 1979 : Devathai
- 1979 : Chella Kili
- 1979 : Azhage Unnai Aarathikkirean
- 1979 : Annai Oru Aalayam
- 1979 : Anbae Sangeetha
- 1979 : Ammaa Evarigaina Amma
- 1979 : Agal Vilakku
- 1979 : Aarilirindhu Aruvathu Varai
- 1980 : Ullasa Paravaigal
- 1980 : Thayi Pongal
- 1980 : Sridevi
- 1980 : Soolam
- 1980 : Savithri
- 1980 : Samanthi Poo
- 1980 : Rusi Kanda Poonai
- 1980 : Rishi Moolam
- 1980 : Ponnagaram
- 1980 : Pasidi Moggalu
- 1980 : Orey Muththam
- 1980 : Nizhalgal
- 1980 : Nadhiye Thedi Vandha Kadal
- 1980 : Naan Potta Savaal
- 1980 : Murattu Kaalai
- 1980 : Moodupani
- 1980 : Manju Moodal Manju
- 1980 : Maayadhaari Krishnudu
- 1980 : Kotha Jeevithalu
- 1980 : Karumbu Vil
- 1980 : Kannil Theriyum Kadhaigal
- 1980 : Kallukkul Eeram
- 1980 : Kaalrathiri
- 1980 : Janma Janmada Anubandha
- 1980 : Ilamai Kolam
- 1980 : Idhayathiley Oru Idam
- 1980 : Guru
- 1980 : Graamathu Aathiyam
- 1980 : Geetha
- 1980 : Enga Oor Rasathi
- 1980 : Ellaam Un Kairaasi
- 1980 : Dhooramarigey
- 1980 : Ayiram Vaasal Idhayam
- 1980 : Anbukku Naan Adimai
- 1980 : Kaali
- 1981 : Vidiyum Vari Kaathiru
- 1981 : Tik Tik Tik
- 1981 : Sollaathey Yaarum Keyttaal
- 1981 : Shikari
- 1981 : Shankarlal
- 1981 : Seethakoka Chilaka
- 1981 : Rattha Katteriyin Marma Maligai
- 1981 : Ranuva Veeran
- 1981 : Rama Lakshman
- 1981 : Rajangam
- 1981 : Raaja Paarvai
- 1981 : Prema Pichchi
- 1981 : Pennin Vazhkai
- 1981 : Panneer Pushpangal
- 1981 : Oru Iravu Oru Paravai
- 1981 : Netri Kann
- 1981 : Nenjathai Killathe
- 1981 : Nee Nanna Gellare
- 1981 : Nandu
- 1981 : Nalladhu Nadandhey Theerum
- 1981 : Meendum Kokila
- 1981 : Madhumalar
- 1981 : Koyil Pura
- 1981 : Kazhagu
- 1981 : Karaiyellam Shenbagappoo
- 1981 : Kanniththeevu
- 1981 : Kalthoon
- 1981 : Kadal Meengal
- 1981 : Indru Poyi Naalai Vaa
- 1981 : Garjanai
- 1981 : Enakkaga Kaathiru
- 1981 : Ellaam Inbamayam
- 1981 : Do Dil Diwane
- 1981 : Chinnaari Chittibaau
- 1981 : Bhari Bharjari Bete
- 1981 : Balanagamma
- 1981 : Amaavaasya Chandhrudu
- 1981 : Alaigal Ooivathilai
- 1981 : Aaradhanai
- 1982 : Yechchil Iravugal
- 1982 : Valibamey Vaa Vaa
- 1982 : Vaa Kanna Vaa
- 1982 : Thyagi
- 1982 : Thooral Ninnu Pochhu
- 1982 : Theerpu
- 1982 : Thanikatu Raja
- 1982 : Thai Mookambhikai
- 1982 : Sangili
- 1982 : Sakala Kala Vallavan
- 1982 : Raniththeni
- 1982 : Ranga
- 1982 : Pudhu Kavithai
- 1982 : Poolapallakki
- 1982 : Pokkiri Raja
- 1982 : Payanangal Mudivathillai
- 1982 : Paritchaikku Neramchu
- 1982 : Pannaipurathu Pandavargal
- 1982 : Pakkathu Veetu Roja
- 1982 : Olangal
- 1982 : Nizhal Thedum Nenjangal
- 1982 : Nireekshana
- 1982 : Ninaivellam Nitya
- 1982 : Nenjalgal
- 1982 : Nalanthana
- 1982 : Metti
- 1982 : Marumagaley Varuga
- 1982 : Manjal Nila
- 1982 : Maganey Maganey
- 1982 : Lottery Ticket
- 1982 : Kozhi Koovuthu
- 1982 : Kelviyum Naaney Badhilum Naaney
- 1982 : Kavitha Malar
- 1982 : Kathal Ovium
- 1982 : Kanya Dweep
- 1982 : Kanney Raadha
- 1982 : Kalyana Kalam
- 1982 : Ilanjodigal
- 1982 : Hitler Umanath
- 1982 : Gopurangal Saayvathillai
- 1982 : Engeyo Ketta Kural
- 1982 : Eera Vizhi Kaaviyangal
- 1982 : Boom Boom Madu
- 1982 : Azhagiya Kanney
- 1982 : Auto Raja
- 1982 : Archchanai Pookkal
- 1982 : Angadhudu
- 1982 : Alolam
- 1982 : Aananda Raagam
- 1982 : Aagaaya Gangai
- 1983 : Yuga Dharmam
- 1983 : Vellai Roja
- 1983 : Veetila Raaman Veliyila Krishnan
- 1983 : Urangaadha Nenjangal
- 1983 : Thoongathey Tambi Thoongathey
- 1983 : Thanga Magan
- 1983 : Soorakkottai Singakkuutti
- 1983 : Sitaara
- 1983 : Sandhyakku Virinja Poovu
- 1983 : Sagara Sangamam
- 1983 : Sadma
- 1983 : Saattayillatha Pambaram
- 1983 : Raj Kumar
- 1983 : Raagangal Maruvathillai
- 1983 : Pudumai Penn
- 1983 : Pin Nilavu
- 1983 : Pallavi Anu Pallavi
- 1983 : Paayum Puli
- 1983 : Oppandham
- 1983 : Oomai Kuyil
- 1983 : Odai Nathiyaakirathu
- 1983 : Niyaaya Geththidhu
- 1983 : Muththu Engal Choththu
- 1983 : Moondram Pirai
- 1983 : Mella Pesungal
- 1983 : Man Vasanai
- 1983 : Manaivi Solle Manthiram
- 1983 : Malayur Mambattiyaan
- 1983 : Kokkarako
- 1983 : Kann Sivanthaal Mann Sivakkum
- 1983 : Jyothi
- 1983 : Indru Nee Nalai Naan
- 1983 : Ilamai Kaalangal
- 1983 : Ilamai Idho Idho
- 1983 : Eththanai Konam Eththanai Paarvai
- 1983 : Ennai Paar Enn Azhagai Paar
- 1983 : Dhavani Kannavukal
- 1983 : Devi Sridevi
- 1983 : Bhagavathipuram Railway Gate
- 1983 : Anney Anney
- 1983 : Andha Sila Naatkal
- 1983 : Adutha Varisu
- 1983 : Aayiram Nilavae Vaa
- 1983 : Aa Rathri
- 1983 : Aanadha Gummi
- 1983 : Abhilasha
- 1983 : Manthrigari Viyyankudu
- 1984 : Vellai Pura Ondru
- 1984 : Veerabhadhrudu
- 1984 : Vazhkai
- 1984 : Vaidehi Kaathirundaal
- 1984 : Unnai Naan Santhithen
- 1984 : Unaroo
- 1984 : Ullam Urugudhudai
- 1984 : Tiger Rajani
- 1984 : Thangamadi Thangam
- 1984 : Thambikku Entha Ooru
- 1984 : Thalayanai Mandhiram
- 1984 : Takkaridonga
- 1984 : Sanganatham
- 1984 : Saahasamey Jeevitham
- 1984 : Prema Sangamam
- 1984 : Pozhudhu Vidinjaachchu
- 1984 : Poo Vilangu
- 1984 : Oru Kaidhiyin Diary
- 1984 : Onnanu Nammal
- 1984 : O Maaney Maaney
- 1984 : Nyayam
- 1984 : Nuvva Nena
- 1984 : Nooravathunaal
- 1984 : Noorava Roju
- 1984 : Nilavu Sudavathillai
- 1984 : Neruppukkul Eeram
- 1984 : Neram Nalla Neram
- 1984 : Nee Thodumbodhu
- 1984 : Neengal Kettavai
- 1984 : Nallavanukku Nallavan
- 1984 : Nalla Naal
- 1984 : Naan Paadum Paadal
- 1984 : Naan Mahaan Alla
- 1984 : Naalai Unathu Naal
- 1984 : Naagara Mahimey
- 1984 : My Dear Kuttichaathan
- 1984 : Munthanai Mudichu
- 1984 : Mudivilla Aarambam
- 1984 : Merupudadi
- 1984 : Meendumoru Kaadal Kathai
- 1984 : Mayadari Mogudu
- 1984 : Mangalam Nerunnu
- 1984 : Magudi
- 1984 : Kuvaakuvaa Vaththukkal
- 1984 : Komberi Moogan
- 1984 : Kalyana Kanavugal
- 1984 : Kairaasikkaran
- 1984 : Kai Kodukkam Kai
- 1984 : Jappanil Kalyanaraman
- 1984 : Janavari Onnu
- 1984 : Jalsarayudu
- 1984 : Irupatthi Naalu Mani Neram
- 1984 : Ingeyum Oru Gangai
- 1984 : Idhey Naa Savaal
- 1984 : Gadusu Pindam
- 1984 : Ezhudhaantha Chattangal
- 1984 : Etho Mogam
- 1984 : Enakkul Oruvan
- 1984 : Changa Naadham
- 1984 : Anbulla Rajanikant
- 1984 : Anbulla Malarae
- 1984 : Anbae Odi Vaa
- 1984 : Ambigai Neyril Vandhaal
- 1984 : Alaya Deepam
- 1984 : Alai Osai
- 1984 : Challenge
- 1985 : Uyarntha Ullam
- 1985 : Urimai
- 1985 : Unn Kannil Neer Vazhindal
- 1985 : Unnaith Thedi Varuven
- 1985 : Udaya Geetham
- 1985 : Thendraley Ennai Thodu
- 1985 : Thanga Mama
- 1985 : Swathi Muthyam
- 1985 : Sree Raaghavendar
- 1985 : Sindhu Bhairavi
- 1985 : Shivabhakta Naga Shakti
- 1985 : Selvi
- 1985 : Raja Rishi
- 1985 : Rahasya Hanthakudu
- 1985 : Raaja Gopuram
- 1985 : Pudhiya Theerppu
- 1985 : Preminchu Pelladu
- 1985 : Praja Poratam
- 1985 : Poovae Poo Chooda Vaa
- 1985 : Pillai Nila
- 1985 : Pagal Nilavu
- 1985 : Padikkathavan
- 1985 : Padikkatha Panayar
- 1985 : Needhiyin Marupakkam
- 1985 : Nalla Thambi
- 1985 : Naan Sigappu Manithan
- 1985 : Naane Raja Naane Manthiri
- 1985 : Muthyala Jallu
- 1985 : Muthal Mariyathai
- 1985 : Monagadu Mosagadu
- 1985 : Mera Inteqam
- 1985 : Meendum Paraasakthi
- 1985 : Mangalya Bandham
- 1985 : Malargal Nanaiginrana
- 1985 : Ladies Tailor
- 1985 : Kunguma Chimizh
- 1985 : Khooni
- 1985 : Kanni Raasi
- 1985 : Kaakki Sattai
- 1985 : Jalsa Bullodu
- 1985 : Illali Sapadham
- 1985 : Idaya Kovil
- 1985 : Hello Yaar Peysaradhu
- 1985 : Geethanjali
- 1985 : Gatti Melam
- 1985 : En Selvame
- 1985 : Eetti
- 1985 : Darja Donga
- 1985 : Chinna Veedu
- 1985 : Anveshana
- 1985 : Annai Bhoomi
- 1985 : Andha Oru Nimidam
- 1985 : Anbin Mugavari
- 1985 : Amudha Gaanam
- 1985 : Ajeya
- 1985 : Aduthathu Albert
- 1985 : Accident
- 1985 : Aan Paavam
- 1985 : Aaj Ka Dada
- 1985 : Jwala
- 1985 : Oka Radha Iddaru Krishnulu
- 1985 : Yathra
- 1986 : Yaro Ezhuthia Kavithai
- 1986 : Vikram
- 1986 : Vidincha Kalyaanam
- 1986 : Unakkagavey Vaazhkiren
- 1986 : Thazhuvaatha Kaigal
- 1986 : Thaiku Oru Thalattu
- 1986 : Sri Shirdi Saibaba Mahathyam
- 1986 : Sathyajothi
- 1986 : Saadhanai
- 1986 : Punnagai Mannan
- 1986 : Pudhir
- 1986 : Palavanai Rojakkal
- 1986 : Paaru Paaru Pattinam Paaru
- 1986 : Nee Thaana Andha Kuyil
- 1986 : Natpu
- 1986 : Nam Ooru Nalla Ooru
- 1986 : Naanum Oru Thozhilaali
- 1986 : Murattu Karangal
- 1986 : Mudhal Vasantham
- 1986 : Mr. Bharath
- 1986 : Mr. Bharath
- 1986 : Mouna Ragam
- 1986 : Mela Thiranthathu Kadhavu
- 1986 : Maragadha Veenai
- 1986 : Manithanin Maru Pakkam
- 1986 : Mandhira Punnagai
- 1986 : Manchi Manasulu
- 1986 : Maaveran
- 1986 : Kodai Mazhai
- 1986 : Karimedu Karuvaayan
- 1986 : Kannukku Mai Ezhuthu
- 1986 : Kannaththorakkanum Saami
- 1986 : Kallamellam Un Mediyil
- 1986 : Kadolara Kavithaigal
- 1986 : Jadu Nagari
- 1986 : Isai Paadum Thendral
- 1986 : Iravu Pookkal
- 1986 : Engal Thaikulame Varuga
- 1986 : Enakku Naaney Needhibadhi
- 1986 : Dharma Pathni
- 1986 : December Pookkal
- 1986 : Aruvadhai Nall
- 1986 : Ananda Kannir
- 1986 : Amman Koil Kizhakkaalae
- 1986 : Aappirikaavil Appu
- 1986 : Aalaapana
- 1986 : Kiraathakudu
- 1986 : Poomukhappadiyil Ninneyum Kathu
- 1986 : Kaveri
- 1986 : Raakshasudu
- 1987 : Vetri Vizha
- 1987 : Velaikkaaran
- 1987 : Vazha Vazharka
- 1987 : Ullam Kavarntha Kalvan
- 1987 : Theertha Karayinile
- 1987 : Sri Kanaka Mahalakshmi Recording Dance Troupe
- 1987 : Sirai Paravai
- 1987 : Sankeerthana
- 1987 : Rendu Thokala Titta
- 1987 : Puyal Padam Pattu
- 1987 : Poovizhi Vasalile
- 1987 : Per Sollum Pillai
- 1987 : Paadu Nilave
- 1987 : Ore Oru Gramathile
- 1987 : Ninaive Oru Sangeetham
- 1987 : Ninaikka Therinda Maname
- 1987 : Nayakan
- 1987 : Mangai Oru Gangai
- 1987 : Manathil Uruthi Vendum
- 1987 : Manaivi Ready
- 1987 : Krishnan Vandaan
- 1987 : Khaidi
- 1987 : Kalyaana Kachcheri
- 1987 : Kadamai Kanniyam Kattupaadu
- 1987 : Kaamaagni
- 1987 : Kaadhal Parisu
- 1987 : Jallikkattu
- 1987 : Irattaival Kuruvi
- 1987 : Iniya Uravu Poothathu
- 1987 : Idhu Oru Thodarkathai
- 1987 : Graamathu Minnal
- 1987 : Enga Ooru Paattukkaaran
- 1987 : Dhoorathu Pacchai
- 1987 : Chinna Kuyil Paattu
- 1987 : Andharikandey Kandhudu
- 1987 : Anand
- 1987 : Aalappiranthavan
- 1987 : Aradhana
- 1988 : Veedu
- 1988 : Varasudochhadu
- 1988 : Unnal Mudiyum Thambi
- 1988 : Therkathikkallan
- 1988 : Tarzan Sundhari
- 1988 : Swarnakamalam
- 1988 : Soora Samhaaram
- 1988 : Solla Thudikkuthu Manasu
- 1988 : Sembagame Sembagame
- 1988 : Satya
- 1988 : Sakkarai Pandhal
- 1988 : Rakthabishekam
- 1988 : Raasave Unnai Nambi
- 1988 : Poonthotta Kaavalkkaaran
- 1988 : Parthal Pasu
- 1988 : Paasa Paravaigal
- 1988 : Paadaatha Thaeneekal
- 1988 : Oruvar Vaazhum Aalayam
- 1988 : Naan Sonnathey Sattam
- 1988 : Moonnam Pakkam
- 1988 : Menamama
- 1988 : Manamagale Vaa
- 1988 : Maharshi
- 1988 : Kanney Kalaimaaney
- 1988 : Jamadagni
- 1988 : Ithu Engal Neethi
- 1988 : Irandil Ondru
- 1988 : Illam
- 1988 : Guru Sisyan
- 1988 : Garikincina Gaana
- 1988 : En Vazhi Thani Vazhi
- 1988 : En Uyir Kannamma
- 1988 : Ennai Vittu Pokaathe
- 1988 : En Jeevan Paaduthe
- 1988 : Enga Ooru Kaavakkaaran
- 1988 : En Bommukutty Ammavukku
- 1988 : Dharmathin Thalaivan
- 1988 : Dhaayam Onnu
- 1988 : Chithram
- 1988 : Chinnabaabu
- 1988 : Agni Nakshatram
- 1988 : Abhinandana
- 1988 : Aasthulu Anthasthulu
- 1988 : Aakhari Poratam
- 1988 : Rudra Veena
- 1988 : Marana Mrudangam
- 1988 : Bloodstone
- 1989 : Varusham Padhinaaru
- 1989 : Vaadyaar Veettu Pillai
- 1989 : Thiruppu Munai
- 1989 : Thendral Sudum
- 1989 : Thangamaana Raasa
- 1989 : Swathi Chinukulu
- 1989 : Siva
- 1989 : Season
- 1989 : Raaja Raajathaan
- 1989 : Raajadhi Raaja
- 1989 : Pudhu Pudhu Arthangal
- 1989 : Prema
- 1989 : Poruthathu Pothum
- 1989 : Ponmana Selvan
- 1989 : Pongi Varum Kaveri
- 1989 : Pick Pocket
- 1989 : Padicha Pulla
- 1989 : Paattukku Oru Thalaivan
- 1989 : Paasa Mazhai
- 1989 : Paandi Naattu Thangam
- 1989 : Ninaivu Chinnam
- 1989 : Namma Bhoomi
- 1989 : Mappilai
- 1989 : Mahaadev
- 1989 : Kokila
- 1989 : Karagaattakkaaran
- 1989 : Kaiveesu Amma Kaiveesu
- 1989 : Kaadhal Oyvathillai
- 1989 : Indrudu Chandrudu
- 1989 : Gopala Rao Gaari Abbai
- 1989 : Gitanjali
- 1989 : En Purushan Thaan Enakkum Mattum Thaan
- 1989 : Ennai Petha Raasa
- 1989 : Enga Ooru Maappilai
- 1989 : Dharmam Vellum
- 1989 : Chinnappadhaas
- 1989 : Chettu Kinda Pleader
- 1989 : Ashoka Chakravarthy
- 1989 : Apoorva Sahodarargal
- 1989 : Annanukku Jai
- 1989 : Anbu Kattalai
- 1989 : Mounam Sammadham
- 1989 : Adharvam
- 1989 : Rudranetra
- 1990 : Vellaya Thevan
- 1990 : Velai Kidaichiruchu
- 1990 : Urudhi Mozhi
- 1990 : Unnai Solli Kutramillai
- 1990 : Thaalaattu Paadava
- 1990 : Sirayil Sila Raagangal
- 1990 : Sirayil Pootha Chinnamalar
- 1990 : Raja Kaiye Vacha
- 1990 : Pulan Visaaranai
- 1990 : Pudhu Paatu
- 1990 : Pondaatti Thevai
- 1990 : Periya Veettu Panakkaran
- 1990 : Pagalil Pournami
- 1990 : Paattukku Naan Adimai
- 1990 : Paalaivavana Paravaigal
- 1990 : Oru Pudhiya Kadhai
- 1990 : Ooru Vittu Ooru Vandhu
- 1990 : Nilapennay
- 1990 : Nee Siriththaal Dheepaavalli
- 1990 : Nadigan
- 1990 : My Dear Marthandan
- 1990 : Marudu Pandi
- 1990 : Manusukkeyththa Maappillai
- 1990 : Mannan
- 1990 : Mallu Vaetti Minor
- 1990 : Kshatriyan
- 1990 : Kizhakku Vasal
- 1990 : Keladi Kanmani
- 1990 : Kavithai Paadum Alaigal
- 1990 : Kavalukku Kettikaran
- 1990 : Idhem Pellaam Baaboy
- 1990 : Guru Shishyulu
- 1990 : En Uyir Thozhan
- 1990 : Engitte Modhathe
- 1990 : Edhir Katru
- 1990 : Bobbili Raja
- 1990 : Bamma Maata Bangaru Baata
- 1990 : Arangetra Velai
- 1990 : Anjali
- 1990 : Anbu Chinnam
- 1990 : Amman Koil Thiruvizha
- 1990 : Adisaya Piravi
- 1990 : Kondaveeti Donga
- 1990 : Jagadeka Veerudu Attilokasundari
- 1990 : Samrajyam
- 1990 : Shiva
- 1991 : Vetri Padigal
- 1991 : Vetrikkarangal
- 1991 : Vanna Vanna Pookkal
- 1991 : Uruvam
- 1991 : Thanga Thaamaraigal
- 1991 : Thandu Vitten Ennai
- 1991 : Thambikku Oru Paattu
- 1991 : Thaayamma
- 1991 : Thaalaattu Kekkuthamma
- 1991 : Surya IPS
- 1991 : Sri Edukondala Swaami
- 1991 : Sir... I Love You
- 1991 : Saami Potta Mudhichhu
- 1991 : Pudhu Nellu Puddhu Nathu
- 1991 : Pudhiya Raagam
- 1991 : Pillai Paasam
- 1991 : Oorellam Un Paattu
- 1991 : Nirnayam
- 1991 : Michael Madana Kamarajan
- 1991 : Manidha Jaadhi (vidéo)
- 1991 : Kumbakarai Thangaiah
- 1991 : Killer
- 1991 : Keechu Raallu
- 1991 : Karpoora Mullai
- 1991 : Irumbup Pookkal
- 1991 : Idhayam
- 1991 : Gopura Vasalile
- 1991 : Ente Sooryaputhrikku
- 1991 : En Rasavin Manisile
- 1991 : En Arukil Nee Irundhaal
- 1991 : Eeramaana Rojave
- 1991 : Edu Kondalaswamy
- 1991 : Dharma Dorai
- 1991 : Chinna Thambi
- 1991 : Chinna Gounder
- 1991 : Chanti
- 1991 : Chaitanya
- 1991 : Captain Prabhakaran
- 1991 : Brahma
- 1991 : April 1st Vidudhala
- 1991 : Aadmi Aur Apsara
- 1991 : Stoovertpuram Police Station
- 1991 : Coolie No. 1
- 1991 : Anaswaram
- 1991 : Aditya 369
- 1991 : Thalapathi
- 1992 : Villu Paattu Karan
- 1992 : Va Va Vasanthame
- 1992 : Unna Nenachen Paattu Padicchen
- 1992 : Unnai Vaazhthi Paadukiren
- 1992 : Thirumathi Pazhanichami
- 1992 : Thevar Magan
- 1992 : Thanga Manasukkaaaran
- 1992 : Thambi Pondaatti
- 1992 : Thai Mozhi
- 1992 : Singaaravelan
- 1992 : Shanthi
- 1992 : Senthamizh Paattu
- 1992 : Ricksha Mama
- 1992 : Rasukutty
- 1992 : Pudhiya Swarangal
- 1992 : Priyathama
- 1992 : Prema Vijeta
- 1992 : Ponnukkeetha Purushan
- 1992 : Periamma
- 1992 : Pattu Dala
- 1992 : Pangaali
- 1992 : Pandian
- 1992 : Paandi Durai
- 1992 : Onna Irukka Kathukanom
- 1992 : Nadodi Thendral
- 1992 : Nadodi Paattukkaran
- 1992 : Naangal
- 1992 : Meera
- 1992 : Marutode Naa Mogudu
- 1992 : Magudam
- 1992 : Maappilai Vandhaachu
- 1992 : Kalikaalam
- 1992 : Kaaval Geetham
- 1992 : Innisai Mazhai
- 1992 : Idu Namma Bhoomi
- 1992 : Guna
- 1992 : Enrum Anbudan
- 1992 : Dharma Kshetram
- 1992 : Deiva Vaakku
- 1992 : Chinnavar
- 1992 : Chinna Thaayi
- 1992 : Chinna Rayudu
- 1992 : Chinna Pasanga Naanga
- 1992 : Chembaruthi
- 1992 : Chamanthi
- 1992 : Chakravyuham
- 1992 : Bharathan
- 1992 : Ashwamedham
- 1992 : Apaaratha
- 1992 : Agni Paarvai
- 1992 : Aavarampoo
- 1992 : Pappayude Swantham Appoos
- 1993 : Walter Vetrivel
- 1993 : Valli
- 1993 : Uzhaippaali
- 1993 : Utthama Raasa
- 1993 : Ullae Veliae
- 1993 : Udanpirappu
- 1993 : Tholi Muddhu
- 1993 : Thanga Kili
- 1993 : Thaalaattu
- 1993 : Sakkarai Thevan
- 1993 : Raakkayi Koil
- 1993 : Purantha Veeda Pukanda Veeda
- 1993 : Ponvilangu
- 1993 : Ponnumani
- 1993 : Parvathi Ennai Paaradi
- 1993 : Marupadiyam
- 1993 : Manikkuyil
- 1993 : Mamiyaar Veedu
- 1993 : Maharasan
- 1993 : Mahanadi
- 1993 : Koil Kaalai
- 1993 : Kattalai
- 1993 : Kalaignan
- 1993 : Kaathirukka Neramillai
- 1993 : I Love India
- 1993 : Ezhai Jaadhi
- 1993 : Enga Thambi
- 1993 : Enga Modhalaali
- 1993 : Ejamaan
- 1993 : Druva Natchathiram
- 1993 : Dharmaseelan
- 1993 : Detective Naarada
- 1993 : Chinna Maaplai
- 1993 : Chinna Kannamma
- 1993 : Chinna Jameen
- 1993 : Atma
- 1993 : Asathyaralu
- 1993 : Aranmanai Kili
- 1993 : Amma Koduku
- 1993 : Aa Okkati Adakku
- 1993 : Jackpot
- 1993 : Kilipetchu Ketkava
- 1994 : Vietnam Colony
- 1994 : Veetla Visheshanga
- 1994 : Veera
- 1994 : Vanaja Girija
- 1994 : Thozhar Pandiyan
- 1994 : Thendral Varum Theru
- 1994 : Shakti Vel
- 1994 : Sevvanthi
- 1994 : Sethupathi I.P.S
- 1994 : Senthamizh Selvan
- 1994 : Seeman
- 1994 : Satyavan
- 1994 : Sammohanam
- 1994 : Samaram
- 1994 : Saadu
- 1994 : Rajakumaaran
- 1994 : Raasamagan
- 1994 : Pudhuppaatti Ponnuthaayi
- 1994 : Priyanka
- 1994 : Periya Maruthu
- 1994 : Mogha Mull
- 1994 : Magalir Mattum
- 1994 : Kanmani
- 1994 : Honest Raj
- 1994 : Amaidhi Padai
- 1994 : Allari Police
- 1994 : Adhiradippadai
- 1994 : Adharmam
- 1995 : Thedi Vandha Raasa
- 1995 : Sathi Leelavathi
- 1995 : Raja Mudra
- 1995 : Raasaiyya
- 1995 : Raajavin Paarvayile
- 1995 : Raajaa Enga Raajaa
- 1995 : Periya Kudumbam
- 1995 : Paattu Vaathiyaar
- 1995 : Paattu Paadava
- 1995 : Oru Orle Oru Rajakumari
- 1995 : Nattupura Pattu
- 1995 : Nandhavana Theru
- 1995 : Muthu Kaalai
- 1995 : Maya Bazaar
- 1995 : Kolangal
- 1995 : Kattu Marakkaaran
- 1995 : Ilaya Raagam
- 1995 : Ellaame En Raasa Thaan
- 1995 : Chinna Vathiyar
- 1995 : Chinna Thevan
- 1995 : Chandralekha
- 1995 : Avathaaram
- 1995 : Aanazhagan
- 1995 : Makkal Aatchi
- 1996 : Vasantham
- 1996 : Shiva Sainya
- 1996 : Sabse Bada Mawali
- 1996 : Poovarasan
- 1996 : Poomani
- 1996 : Nammoora Mandaara Hoove
- 1996 : Man of the Match
- 1996 : Kuruthipunal
- 1996 : Katta Panchayathu
- 1996 : Kala Pani
- 1996 : Irattai Roja
- 1996 : Chhaila
- 1996 : Aur Ek Prem Kahani
- 1996 : Sreekaram
- 1997 : Vasuki
- 1997 : Thenmaangu Paattu Karan
- 1997 : Thambi Durai
- 1997 : Raman Abdullah
- 1997 : Oru Yaatra Mozhi
- 1997 : Kaliyoonjal
- 1997 : Kadavul
- 1997 : Kaadhalukku Mariyaadai
- 1997 : Guru
- 1997 : Devathai
- 1997 : Chinnabbayi
- 1998 : Veera Thaalaattu
- 1998 : Thalaimurai
- 1998 : Senthooram
- 1998 : Poonthottam
- 1998 : Manjeeradhwani
- 1998 : Kumbakonam Gopalu
- 1998 : Kizhakkum Maerkkum
- 1998 : Kavala Padathey Sahothara
- 1998 : Kannathaal
- 1998 : Kanmani Oru Kavidhai
- 1998 : Kangalin Vaarthaigal
- 1998 : Kallu Kondoru Pennu
- 1998 : Kaadhal Kavidai
- 1998 : Dharma
- 1998 : Deseeya Geetham
- 1998 : Anuragakottaram
- 1998 : Anthahpuram
- 1999 : Thodarum
- 1999 : Sethu
- 1999 : Rajasthan
- 1999 : Ponnu Veetukkaran
- 1999 : Nilavey Mugam Kaattu
- 1999 : Mugam
- 1999 : Manam Virumbuthey Unnai
- 1999 : Kummi Paattu
- 1999 : House Full
- 1999 : The Godman
- 1999 : Friends
- 1999 : Chinna Durai
- 1999 : Annan
- 2000 : Saamy Kodutha Varam
- 2000 : Puratchi
- 2000 : Marudha Naayagam
- 2000 : Kochu Kochu Santhoshangal
- 2000 : Kelviyin Nayagan
- 2000 : Kannukkul Nilavu
- 2000 : Kaakai Chirakiniley
- 2000 : Kaadhal Rojave
- 2000 : IPC 215
- 2000 : Ilaiyavan
- 2000 : Bharathi
- 2000 : Aagaayam
- 2000 : Hey Ram
- 2001 : Kutty
- 2001 : Friends
- 2001 : Eduruleni Manishi
- 2001 : Lajja
- 2002 : Solla Marantha Kathai
- 2002 : Ramana
- 2002 : Azhagi
- 2002 : Mitr, My Friend
- 2002 : Le Serviteur de Kali (Nizhalkkuthu)
- 2003 : Pithamagan
- 2003 : Julie Ganapathi
- 2003 : Kasthuriman
- 2003 : Manasellaam
- 2003 : Manassinakkare
- 2004 : Kamaraj
- 2004 : Virumandi
- 2004 : Vishwa Thulasi
- 2005 : Twinkle Twinkle Little Star
- 2005 : Achuvinte Amma
- 2005 : Mumbai Express
- 2005 : Oru Naal Oru Kanavu
- 2005 : Athu Oru Kanaa Kaalam
- 2005 : Divorce: Not Between Husband and Wife
- 2006 : Shiva
- 2006 : Rasathanthram
- 2007 : Mayakkannadi
- 2011 : Ponnar Shankar
- 2012 : Dhoni
- 2012 : Mayilu
- 2012 : Neethane en Ponvasantham
- 2013 : Un Samayal Arayil
- 2020 : "Unna Nenachu Nenachu

### Apparitions à l'écran
| Année | Titre du film         | Notes                                                |
| ----- | --------------------- | ---------------------------------------------------- |
| 1980  | Nizhalgal             | Chanteur dans la chanson Madai Thiranthu             |
| 1985  | Dharmapathini         | Apparaît dans la chanson Naan Thedum                 |
| 1986  | Saadhanai             | Apparaît dans la chanson O Vanambadi                 |
| 1989  | Pudhu Pudhu Arthangal | Apparaît dans la chanson Kalyanamaalai               |
| 1989  | Karagattakaran        | Apparaît dans la chanson Paattaalae Buddhi           |
| 1991  | Kumbakkarai Thangiah  | Apparaît dans la chanson Ennai Oruvan Paada Chonnaan |
| 1992  | Villu Pattukaran      | Apparaît dans une scène dans le film                 |
| 1998  | Kannathaal            | Apparaît dans la chanson Amman Pugazhai              |
| 2009  | Azhagar Malai         | Apparaît dans la chanson Ulagam Ippo                 |
| 2013  | Naadi Thudikkudhadi   | Apparaît dans la chanson Kadhale Illaadha Desam      |

## Récompenses et nominations
National Film Awards
1984 - Meilleure direction musicale pour Saagara Sangamam (Telugu) 
1986 - Meilleure direction musicale pour Sindhu Bhairavi (Tamoul)
1989 - Meilleure direction musicale pour Rudra Veena (Malayalam)
2009 - Meilleure bande originale pour Pazhassi Raja (Malayalam)
2016 - Meilleure bande originale pour Tharai Thappattai (Tamoul)